# Melody's Echo Chamber
Melody's Echo Chamber est le projet de la musicienne française Melody Prochet.

## Biographie
Née en 1987 et ayant grandi en Provence, Melody Prochet a exercé pendant douze ans du violon alto au conservatoire d'Aix-en-Provence.
Elle fonde en 2006 le groupe My Bee's Garden, avec lequel elle enregistre en 2010 son premier album Hunt the Sleeper. Elle participe à l'album Staring at the Ice Melt de Fortune.
À la suite d'une tournée de My Bee's Garden avec le groupe Tame Impala en 2010, Prochet collabore avec Kevin Parker son compagnon de l'époque et leader de Tame Impala, sous le nom de Melody's Echo Chamber. Le disque est enregistré dans le studio de fortune de Parker à Perth, en Australie et dans la maison balnéaire de la grand-mère de Prochet dans le sud de la France. Ce premier album homonyme sort sur le label Fat Possum Records en 2012.
Le guitariste de son groupe est Pablo Padovani, futur meneur du groupe Moodoïd. En 2013, Melody's Echo Chamber atteint la 61e place du Billboard Heatseekers Album Chart américain. Q Magazine note l'album 8/10, le qualifiant d'« écoute enivrante qui vaut la peine d'être vécue par vous-même ».
Melody's Echo Chamber sort Shirim en octobre 2014, qui devait figurer dans son prochain album. En décembre, Melody's Echo Chamber est annoncée au Austin Psych Fest 2015 à Austin, au Texas, mais son apparition a ensuite été annulée en raison de problèmes de visa. Le disque annoncé n'est finalement jamais terminé.
En 2017, Prochet sort un nouveau morceau sur YouTube intitulé Cross My Heart, avec l'annonce d'un nouvel album Bon Voyage, produit de manière indépendante. Le disque devait sortir la même année, mais a été retardé car Prochet subit un « grave accident », suivi de l'annulation de sa tournée mondiale,. En avril 2018, Prochet sort le singleBreathe In, Breathe Out, et l'album Bon Voyage est publié en juin. L’album a été composé dans un studio suédois situé à Solna. En 2021, elle sort un duo Only One Man, enregistré avec Moodoïd.
En janvier 2022, Melody's Echo Chamber sort un nouveau single Looking Backward, et annonce que son nouvel album Emotional Eternal sortira en avril. Comme le précédent, le disque est à nouveau issue d'une collaboration avec le multi-instrumentiste Reine Fiske et le musicien-producteur Fredrik Swahn du groupe Amazing. Le disque a été écrit entre la Suède et les Alpes-de-Haute-Provence où l'artiste réside. Le titre Alma, lui est inspiré par sa fille. Pour le clip, la chanteuse a fait appel à Hyoyon Paik, un artiste spécialiste de la 3D. 
La même année, elle sort Unfold, dix ans après la sortie du disque Melody's Echo Chamber. Il s'agit de la suite de ce disque, prévue avec Kevin Parker et qui avait commencé à être enregistré entre 2012 et 2013. Il avait ensuite été abandonné à la suite de leur rupture . En 2023, sept ans après son dernier concert à Coachella Festival, elle fait une nouvelle tournée qui passe par Londres, Paris, Los Angeles et New-York.

## Discographie

### Albums
- Melody's Echo Chamber (2012)
- Bon Voyage (2018)
- Emotional Eternal (2022)
- Unfold (2022)

### Singles
- Endless Shore (2012)
- I Follow You (2012)
- Crystallized (2013)
- Some Time Alone, Alone (2013)
- Shirim (2014)
- Cross My Heart (2017)
- Breathe In, Breathe Out (2018)
- Desert Horse (2018)
- Looking Backward (2022)
- Personal Message (2022)

### Clips
- I Follow You(2012)
- You Won't Be Missing That Part Of Me (2012)
- Crystallized (2013)
- Some Time Alone, Alone (2013)
- Breathe In, Breathe Out (2018)
- Desert Horse (2018)
- Cross My Heart (2018)
- Shirim (2018)
- Looking Backward (2022)
- Personal Message (2022)